# Khalid El Boumlili
 Khalid El Boumlili, Arabisch:خالد بومليلي ,  (Meknes, 10 april 1978) is een Marokkaanse voormalig atleet, die was gespecialiseerd in de marathon.

## Biografie
In 2002 werd hij vijfde op de marathon van Marrakesh met een tijd van 2:18.19. Twee jaar later maakte hij op 26-jarige leeftijd zijn olympische debuut. Op de Olympische Spelen van Athene kwam hij uit op de marathon, maar moest de strijd voor de finish opgeven.
In zijn thuisland won El Boumlili in 2004 de marathon van Marrakesh en in 2006 de marathon van Casablanca. In 2008 werd hij derde bij de Boston Marathon waar hij $ 40.000 aan prijzengeld mee won. In 2009 was hij de snelste in de marathon van San Diego. Deze overwinning was goed voor $ 25.000 aan prijzengeld.

## Persoonlijke records
| Onderdeel      | Prestatie | Datum           | Plaats     |
| -------------- | --------- | --------------- | ---------- |
| halve marathon | 1:01.12   | 19 oktober 2003 | Casablanca |
| marathon       | 2:10.49   | 18 januari 2004 | Marrakesh  |

## Palmares

### 10 km
- 2006:  Boujdour - 28.10

### 15 km
- 2007: 5e Montferland Run - 44.23

### halve marathon
- 2003:  halve marathon van Laayoune - 1:03.54
- 2004:  halve marathon van Cannes - 1:04.45
- 2004:  halve marathon van Metz - 1:03.46
- 2004:  halve marathon van Monster - 1:06.47
- 2005:  halve marathon van Lahyoune - 1:03.20
- 2006:  halve marathon van Laayoune - 1:04.42
- 2007:  halve marathon van Laâyoune - 1:03.20

### marathon
- 2002: 5e marathon van Marrakesh - 2:18.19
- 2004:  marathon van Marrakesh - 2:10.49
- 2004: 6e marathon van Amsterdam – 2:12.32
- 2004: DNF OS
- 2005: DNF WK
- 2006:  marathon van Casablanca – 2:13.01
- 2007:  6e marathon van Dubai – 2:11.40
- 2007: DNF WK
- 2007:  marathon van Marrakesh – 2:12.02
- 2008:  marathon van Boston – 2:10.35
- 2008: 6e marathon van Seoel – 2:10.53
- 2009:  marathon van San Diego – 2:11.16
- 2010: 5e marathon van Marrakesh – 2:11.56
- 2010: 24e marathon van San Diego - 2:47.41